# Katrin Lampe

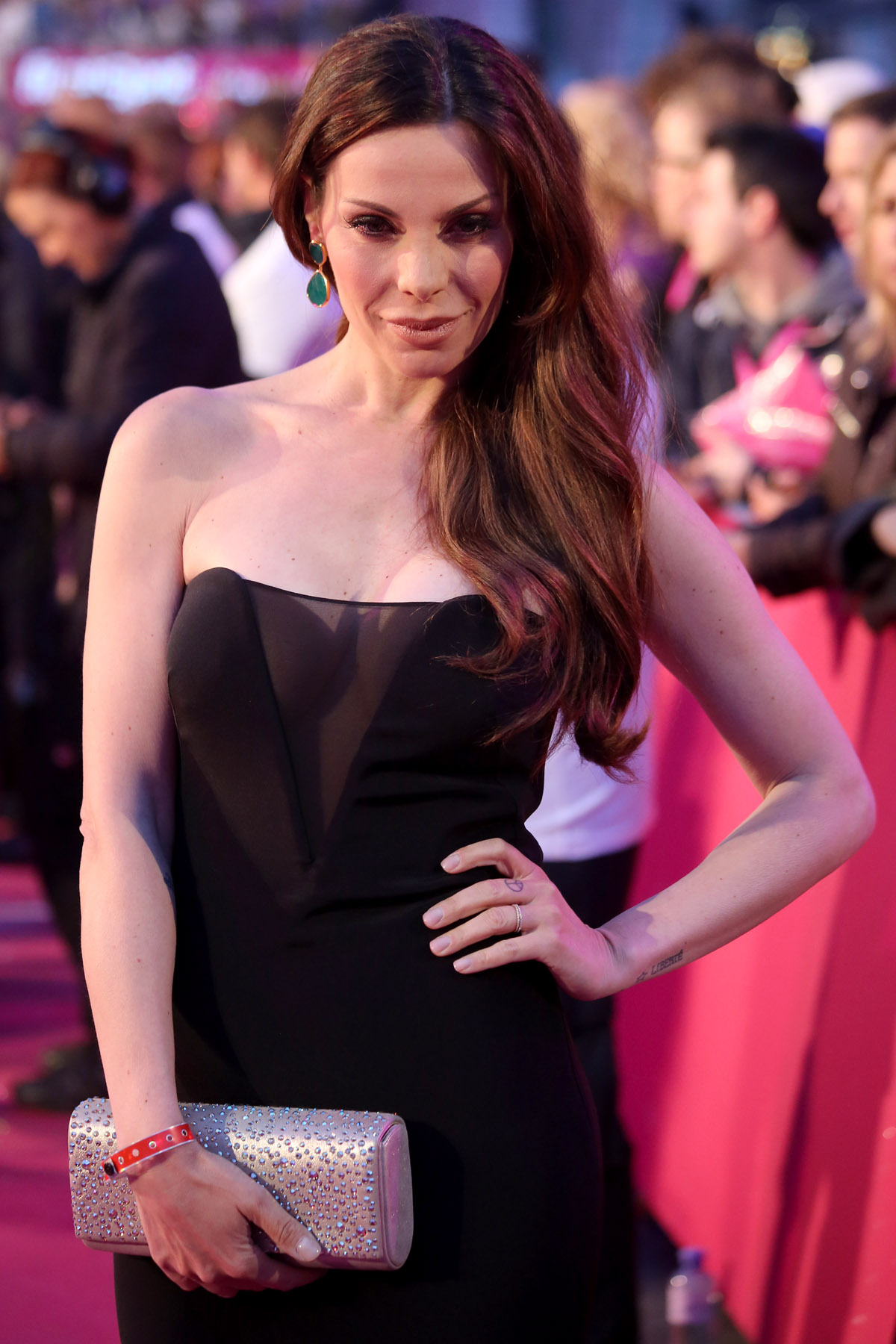
Katrin Lampe (Life Ball 2013)

Katrin Lampe (* 23. Dezember 1976 in Wien, Österreich) ist eine österreichische Moderatorin, Schauspielerin und Sängerin.

## Leben
Nachdem Katrin Lampe die Universität für Musik und darstellende Kunst Wien besuchte, bekam sie eine private Schauspiel- und Sprecherausbildung und spielt seitdem in diversen Filmen und Theateraufführungen mit. Außerdem arbeitet sie als Sprecherin für Werbespots.
Seit Juli 2005 ist Lampe bei ATV, wo sie die im selben Jahr gestartete Sendereihe Bauer sucht Frau bis einschließlich der zehnten Staffel moderierte. Für die Moderation dieses Formats wurde sie 2006 mit einer Goldenen Romy ausgezeichnet. Im Sommer 2007 moderierte sie die Serie Das Traumhaus. Am 8. April 2009 startete Katrin hilft, ein weiteres ATV-Format mit Lampe. Im Mittelpunkt stehen dabei Familien, die durch Schicksalsschläge vor dem finanziellen Ruin stehen und denen im Rahmen der Sendung durch eine renovierte Wohnung, einen neuen Job oder einen Urlaub geholfen wird.
Im Herbst 2010 wurde Lampe unter ihrem Künstlernamen Katie Lunette für die Österreichische Vorentscheidung zum Eurovision Song Contest 2011 nominiert.